# 위례중앙로
위례중앙로(Wiryejungang-ro)는 서울특별시 송파구 장지동 장지교 교차로와 경기도 하남시 위례동 위례그린파크 푸르지오아파트앞을 잇는 도로이다.

## 연혁
- 2016년: 위례신도시 개발과 함께 개통

## 주요 경유지
서울특별시
- 송파구(장지동, 위례동)

경기도
- 하남시(위례동)

## 노선
| 이름          | 접속 노선                                  | 소재지     | 소재지 | 소재지 | 비고         |
| ------------- | ------------------------------------------ | ---------- | ------ | ------ | ------------ |
| 장지교 교차로 | 국도 제3호선 (송파대로) 탄천동로           | 서울특별시 | 송파구 | 장지동 |              |
| 송파 나들목   | 고속국도 제100호선 (수도권제1순환고속도로) | 서울특별시 | 송파구 | 장지동 |              |
| (이름 없음)   | 위례순환로                                 | 서울특별시 | 송파구 | 위례동 |              |
| (이름 없음)   | 위례서로                                   | 서울특별시 | 송파구 | 위례동 |              |
| (이름 없음)   | 위례광장로                                 | 서울특별시 | 송파구 | 위례동 |              |
| 위례1지하차도 |                                            | 서울특별시 | 송파구 | 위례동 | 총 연장 289m |
| (이름 없음)   | 위례광장로                                 | 서울특별시 | 송파구 | 위례동 |              |
| (이름 없음)   | 위례대로                                   | 경기도     | 하남시 | 위례동 |              |
| (이름 없음)   | 위례동로                                   | 경기도     | 하남시 | 위례동 |              |
| (이름 없음)   | 위례순환로                                 | 경기도     | 하남시 | 위례동 |              |